# Strzyżynka
Strzyżynka (inne nazwy: Dopływ spod Strzyżyny, Strzyżna) – struga w Polsce, w województwie mazowieckim przepływająca przez gminy Grabów nad Pilicą i Warka. Prawy dopływ Pilicy.
Długość cieku wynosi 15,06 km (według MPHP 15,317 km). Przepływa przez tereny wsi lub ich okolic: Strzyżyna, Budy Augustowskie, Augustów, Boska Wola, Krzemień i Kępa Niemojewska. Uchodzi do Pilicy w Warce. W dwóch miejscach przecina linię kolejową nr 8.
Razem z dopływem, Ciekiem od Bud Augustowskich o długości 2,15 km (lub 2,089 km), stanowi jednolitą część wód o nazwie Dopływ spod Strzyżyny, kod RW2000172549749. Wśród budowli regulacyjnych występuje 5 stopni, 2 jazy i 3 zastawki.
Zgodnie z badaniem z 2007 roku strudze przyznano III klasę jakości wód. Część jej biegu znajduje się Obszarze Chronionego Krajobrazu Dolina rzeki Pilicy i Drzewiczki i obszarach Natura 2000: Dolina Pilicy (PLB140003) i Dolina Dolnej Pilicy (PLH140016). Dolina Strzyżynki pełni funkcję lokalnego korytarza ekologicznego.